# 潘漢德爾 (德克薩斯州)
潘漢德爾（英語：Panhandle）是一個位於美國德克薩斯州卡森縣的城市。根據2010年美國人口普查，該地共人口2452人，而該地的面積約為5.50平方千米。同時該地也是卡森縣的縣治。

## 地理
潘漢德爾的座標為35°20′51″N 101°22′55″W / 35.34750°N 101.38194°W，而該地的平均海拔高度為1054米（即3458英尺）。